# Episodi de L'allegra banda di Nick (decima stagione)
La decima stagione della serie televisiva L'allegra banda di Nick è stata trasmessa in anteprima in Canada dalla CBC Television tra il 1º novembre 1981 e il 28 marzo 1982.
| nº | Titolo originale                  | Titolo italiano | Prima TV Canada  | Prima TV Italia |
| -- | --------------------------------- | --------------- | ---------------- | --------------- |
| 1  | Hair Today, Gone Tomorrow         |                 | 1º novembre 1981 |                 |
| 2  | The Biggest Zucchini In The World |                 | 15 novembre 1981 |                 |
| 3  | The Royal Couple                  |                 | 22 novembre 1981 |                 |
| 4  | Blue Mountain, White Jewels       |                 | 29 novembre 1981 |                 |
| 5  | Uncle Theo                        |                 | 27 dicembre 1981 |                 |
| 6  | The Candidate                     |                 | 3 gennaio 1982   |                 |
| 7  | Clutch Play                       |                 | 10 gennaio 1982  |                 |
| 8  | Honour Among Thieves              |                 | 17 gennaio 1982  |                 |
| 9  | Starry Stranger                   |                 | 31 gennaio 1982  |                 |
| 10 | The Richest Bowl on the Table     |                 | 7 febbraio 1982  |                 |
| 11 | Helena                            |                 | 21 febbraio 1982 |                 |
| 12 | Posted Out                        |                 | 28 febbraio 1982 |                 |
| 13 | Yesterday's Lover                 |                 | 7 marzo 1982     |                 |
| 14 | Big Brother                       |                 | 14 marzo 1982    |                 |
| 15 | World's Oldest Runaway            |                 | 21 marzo 1982    |                 |
| 16 | Rock On                           |                 | 28 marzo 1982    |                 |